# مهدیین
مهدیین عنوانی برای دوازده نفر هدایتگر بعد از ظهور حجت ابن الحسن است.همچنین طبق روایت وصیت محمد و روایتی دیگر در کتاب غیبت طوسی مهدی اول در زمان ظهور پدرش حضور دارد و اولین ایمان آورندگان به اوست.

## مهدیین در روایات
- جعفر بن محمد از پدرش محمد باقر از پدرش سید عابدین از پدرش حسین بن علی زکی شهید از پدرش امیرالمؤمنین نقل می‌کنند که حضرت گفت : محمد در شب وفات خویش به علی گفت : (ای ابوالحسن صحیفه و دواتی برای من بیاور). و محمد وصیت خویش را املا کردند، تا به این مقطع از کلام رسیدند که گفت : (ای علی بعد از من دوازده امام می‌باشند و بعد از آنان دوازده مهدی، و تو ای علی ، اولین دوازده امام هستی ... و تو بعد از من خلیفه و جانشین من بر امتم هستی ... اگر زمان وفاتت رسید، آن‌را به فرزندم حسن برّ وصول تسلیم کن ... )[۱]
- از سید بهاالدّین نجفی در کتابش منتخب انوارالمضیئه می‌گوید : و روایتی دیگر از احمد بن محمد الایادی هست که جایز است آن‌را نقل کنم : علی بن عقبه از پدرش نقل می‌کند که ابوعبدالله امام صادق فرمود : (همانا از ما بعد از قائم دوازده مهدی از فرزندان حسین است.)[۲]
- قاضی نعمان مغربی از علی بن الحسین که حضرت گفت : (قائم از ما اهل بیت قیام می‌کند، سپس بعد از ایشان دوازده مهدی می‌باشند.)[۳]
- شیخ صدوق : علی بن احمد بن محمد بن عمران دقاق، از محمد بن ابی عبدالله کوفی، از موسی بن عمران نخعی، از عمویش حسین بن یزید نوفلی، از علی بن ابی حمزه از ابو بصیر نقل می‌کند که گفته است : به صادق جعفر بن محمد گفتم : (ای فرزند رسول خدا، از پدرتان شنیدم که گفت : (بعد از قائم، دوازده مهدی است). حضرت گفت : (پدرم گفت دوازده مهدی، و نفرمودند دوازده امام، لکن آنان قومی از شیعیان ما هستند، که مردم را به مودت و معرفت حق ما دعوت می‌کنند.)[۴]
- شیخ طوسی در کتاب الغیبه : محمد بن عبدالله بن جعفر حمیری، از پدرش، از محمد بن عبدالحمید و محمد بن عیسی، از محمد بن فضیل، از ابو حمزه، از ابی عبدالله (جعفر بن محمد) نقل می‌کند که در حدیثی طولانی گفتند : ای ابو حمزه، از ما بعد از قائم یازده مهدی از فرزندان حسین است.)[۵]
- شیخ طوسی به اسناد خود از یونس بن عبدالرحمان می‌گوید : از رضا به دعا برای صاحب الامر، با این دعا سفارش می‌فرمودند : (خداوندا، دفع کن از ولیت  و خلیفه و حجت بر خلقت ...، خداوندا عطا کن به او و اهل او و ذریه‌ی او و امت و رعیت او چیزی که باعث روشنی چشمش گردد و او را شادمان سازد ...، خداوندا بر والیان عهد او و امامان بعد از او درود فرست ...)[۶]

## نظر علمای شیعه درباره‌ی مهدیین
- علی نمازی شاهرودی می‌گوید : (ابو بصیر می‌گوید به امام صادق ع عرض کردم : یا بن رسول الله از پدر بزرگوارتان شنیدم که گفت : بعد از قائم دوازده مهدی است.)حضرت گفت : (پدرم گفت دوازده مهدی و نفرمودند دوازده امام، اما آنان قومی از شیعیان ما هستند، که مردم را به مدت معرف حق ما دعوت میکنند.) می‌گویم : این روایت مبین مقصود روایت ابو حمزه و منتخب البصائر است و هیچ اشکالی در آن و غیر از آن که بر وجود  دوازده مهدی بعد از امام زمان ه دلالت می‌کند نیست.زیرا آنان هدایت کنندگان از اوصیای قائم و قائمان به امر ایشان ع هستند تا زمان و زمین، خالی از حجت الهی نباشد.[۷]
- سید محمد باقر صدر می‌گوید : به زودی مهدی ع تمام اسباب فساد و انحراف را که در راس آن ظلم فراعنه و ستم آنان است، ویران می‌کند و جامعه‌ی عدل و قسط الهی را تأسیس می‌کند و در تمام عرصه‌های بشری راه‌هایی ترسیم می‌کند.سپس بعد از ایشان دوازده خلیفه می‌آیند ...[۸]
- علی کورانی می‌گوید : اما احادیث منابع ما، دلالت می‌کند که دولت موعود الهی، قرن‌ها به دست امام مهدی ع ادامه می‌یابد و بعد از ایشان ع به دست مهدیین از فرزندان ایشان ادامه خواهد داشت ...[۹]
- صدوق می‌گوید : تعداد ائمه دوازده تن است و دوازدهمین نفر، کسی است که زمین را پر از عدل و داد می‌کند، همان‌طور که از ظلم و جور پر گشته است. و پس از او نیز همان خواهد بود که او می‌فرماید.یا پس از او امامی خواهد بود و یا آن که قیامت بر پا خواهد شد ...[۱۰]
- سید محمد صادق صدر می‌گوید : و اما سخن ایشان -مقصود طبرسی- و بیشتر روایات که ذکر کردند ایشان وفات نمی‌یابد مگر چهل روز قبل از قیامت ... و این روایات را که می‌گوید حجت چهل روز قبل از قیامت ، رفع خواهد شد-وفات می‌یابد- پاسخ خواهیم داد که مقصود از حجت امام مهدی ع نیست، بلکه شخص دیگری است که در مدت زمان طولانی بعد از امام مهدی پیدا شده‌است. ... و اما از زاویه‌ی کافی بودن روایات اولیا برای اثبات تاریخی، طبق روش ما در بررسی وقایع واضح است و قابل اثبات است، زیرا تعداد روایات در این مورد زیاد است و این روایات تأیید کننده‌ی یکدیگر هستند و تا حد زیادی معنای مشابه دارند. ... و ما در می‌یابیم که روایات رجعت غیرقابل اثبات است و روایات اولیا را همان‌طور که شنیدیم قابل اثبات می‌بینیم.لذا راهی جز تصدیق روایات اولیا همان گونه که هست، نخواهیم داشت.[۱۱]

## مهدی اول
برخی روایات که دال بر وجود مهدی اول میباشند.
- از ابو بصیر از ابی عبدالله (جعفر بن محمد) : خداوند بزرگ‌تر و مکرم‌تر از آن است که زمین را بدون امام عادل بگذارد، ابو بصیر گفت : قربانت گردم! چیزی به ما اطلاع دهید که موجب آرامش خاطر ما باشد، گفت(جعفر بن محمد) :ای ابو محمد! مادام که بنی عباس بر تخت سلطنت تکیه زده‌اند امت محمد فرج و راحتی ندارند. وقتی که دولت آن‌ها منقرض گردید، خداوند مردی را که از ما اهل بیت است و برای امت محمد نگاه داشته ظاهر گرداند تا دستور تقوی دهد و به هدایت رفتار کند و در صدور حکمش رشوه نگیرد. به خدا قسم من او را به اسم خود و پدرش میشناسم. سپس مردی که گردنی قوی دارد و دارای دو خال سیاه استبه سوی ما خواهد آمد او قائم عادل و حافظ امانت الهی است، او زمین را پر از عدل و داد می‌کند چنان که فاجران آن‌را پر از ظلم و ستم کرده باشند.[۱۲]
- از اسماعیل بن عیاش از اعمش از ابی وائل از حذیفه که گفت : شنیدم از رسول خدا و ذکر کرد مهدی را پس گفت : همانا با او بین رکن و مقام بیعت می‌شود، اسمش احمد و عبدالله و مهدی است و این سه نام اوست.[۱۳]
- از اخبار محمد در مود مهدی  در حالیکه با سلمان سخن می گوید، فرمود: (سپس ایشان با دستش به حسین  زد و فرمود: یا سلمان، مهدی امتم که دنیا را پر از عدل و داد می‌کند در حالی که پر از ظلم و ستم شده‌است از فرزندان این است. امام فرزند امام، عالم فرزند عالم، و وصی فرزند وصی است. پدرش که بعد از او می آید امام، وصی و عالم است. سلمان گوید: گفتم: ای پیامبر خدا، مهدی برتر است یا پدرش؟ فرمود: پدرش از او برتر است .اوّلی آنان مثل اجر همه آنان را دارد چرا که خداوند بوسیلهٔ او آنان را هدایت کرده‌است. هر کس به هدایتی دعوت کند اجر خود و مثل اجر کسانی که تابع او شده‌اند را خواهد داشت، بدون آنکه از اجر آنان کم شود. و هر کس به گمراهی دعوت کند گناه خود و مثل گناه کسانی که تابع او شده‌اند را خواهد داشت بدون آنکه این مطلب از گناه آنان کم کند).[۱۴]
- از علی از محمد  روایت کرده که ایشان در همان شبی که رحلتش واقع شد به علی گفت: (ای ابا الحسن کاغذ و دواتی بیاور و حضرت رسول اکرم وصیت خود را املاء فرمود و علی می نوشت تا بدین جا رسید که فرمود: یا علی! بعد از من دوازده امام می‌باشند و بعد از آن‌ها دوازده مهدی… و چون وفات او برسد آن (خلافت) را به فرزندش محمد که مستحفظ از آل محمّد است، تسلیم می‌کند، و ایشان دوازده امامند. بعد از آن دوازده مهدی می‌باشند. پس وقتی که وفات او رسید آن (خلافت) را به فرزندش که نخستین مهدیین است می سپارد، و برای او سه نام است؛ یک نامش مانند نام من، و نام دیگرش نام پدر من است و آن‌ها عبد الله و احمد هستند، و نام سوّمین مهدی است و او اولین مومنان است.)[۱۵]

## ادعای مهدی اول بودن
شخصی به نام احمد اسماعیل صالح حسین ملقب به احمدالحسن سال‌هاست که ادعا دارد که مهدی اول مذکور در روایت وصیت محمد‌ می‌باشد.هم‌چنین این شخص ادعا دارد شخصیت مهدی اول و یمانی که در برخی روایات شیعه به آن اشاره شده است شخصیتی واحد می‌باشد.